# Bad News Bears
Bad News Bears é um remake de 2005 do filme de comédia The News Bears do ano de 1976, produzido por Paramount Pictures. Foi dirigido por Richard Linklater e o elenco principal é composto por Billy Bob Thornton, Greg Kinnear, Marcia Gay Harden, Sammi Kane Kraft e Jeffrey Tedmori.

## Sinopse
Morris Buttermakeré um jogador de beisebol de menor-liga viciado em bebidas alcoólicas, que foi expulso do time de beisebol profissional por atacar um árbitro. Morris age como um exterminador é um mulherengo bruto. Ele treina os Bears, um time de beisebol para crianças carentes com habilidades ao beisebol. As crianças dos Bears jogam o seu primeiro jogo e nem sequer, fazem uma falta antes que ele perca o jogo. Amanda Whurlitzer, a lançadora de beisebol de 12 anos, é filha de uma das ex-namoradas de Morris. A seu pedido, ela junta-se à equipe. Kelly Leak, um encrenqueiro local, também junta-se à sua equipe, e os Bears começam a ganhar os jogos. Depois de sua primeira vitória, Morris os leva para os Hooters. Os Bears eventualmente vão ao jogo do campeonato. No meio da partida, os Bears e os Yankees lutam pela vitória. Mais tarde, Buttermaker muda a programação do time, colocando os reservas e tira alguns dos bons jogadores. Garo corre para a placa de arremesso e fica de fora do campo. O jogo inteiro foi montado na sua tentativa de marcar pontos, porém os Bears perdem o jogo de 8 a 7. Depois do jogo, Buttermaker dá cerveja sem álcool para os Bears, e eles derramam a bebida um em cima do outro. Mesmo que não tenham ganhado o campeonato, os Bears têm a satisfação de tentar, mesmo sabendo que a vitória não é tão importante.

## Elenco
- Billy Bob Thornton como Morris Buttermaker
- Greg Kinnear como Roy Bullock
- Marcia Gay Harden como Liz Whitewood
- Chase Winton como Ms. Cleveland
- Arabella Holzbog como Shari Bullock
- Sonnya Eddy e Karen Gordon como saleswoman (vendedoras)

The Bears
- Jeffrey Tedmori como Garo Daragabrigadien
- Sammi Krane Kraft como Amanda Whurlitzer
- Ridge Canipe como Toby Whitewood
- Brandon Craggs como Mike Engelberg
- Jeffrey Davies como Kelly Leak
- Timmy Deters como Tanner Boyle
- Carlos Estrada como Manuel Agilar
- Emmanuel Estrada como Jose Agilar
- Troy Gentile como Matthew Hooper
- Kenneth "K.C." Harris como Ahmad Abdul Rahim
- Aman Johal como Prem Lahiri
- Tyler Patrick Jones como Timmy Lupus

The Yankees
- Carter Jenkins como Joey Bullock
- Seth Adkins como Jimmy
- Jack Acampora
- Bretton Bowman
- Ryan Cruz
- Nick Lovullo
- Richard Martinez
- Payton Milone
- Ernesto Junior Prado
- Kirby James Shaw
- Cody Thompson
- Hayden Tsutsui
- Matthew Walker

Garotas do Hooters
- Nectar Rose como Paradise
- Lisa Arturo como Peaches
- Elizabeth "Liz" Carter como Chandalier
- Monique Cooper como Lolita
- Candace Kita como China
- Katie Luyben como Daisy
- Shamron Moore como Cherry Pie

## Lançamento
Bad News Bears foi lançado em 22 de julho de 2005, atingindo o 5º lugar na bilheteria doméstica norte-americana, estimando 11,382,472 dólares. O filme ganhou, finalmente, 32,868,349 dólares na América do Norte e 1,384,498 dólares internacionalmente para um total mundial de 34,252,847 dólares.

## Críticas e respostas
A resposta crítica do filme foi mista. Uma revisão do filme feita pelo site Rotten Tomatoes deu 48% de pontuação ao filme, com base em comentários de 158 críticos. Metacritic deu ao filme uma pontuação de 65% com base em comentários de 35 críticos.
Roger Ebert do jornal diário Chicago Sun-Times  deu ao filme três estrelas de quatro, elogiando o desempenho de Robert Thornton, em particular, dizendo: "o filme é como uma fusão de bêbados feios em Bad Santa e seu treinador de futebol em Friday Night Lights, ainda não recicla a partir de qualquer filme; ele modula a raiva maníaca do Papai Noel e a intensidade do treinador, produzindo um perdedor rabugento que nós gostamos mais do que ele gosta de si mesmo". James Berardinelli do ReelViews também deu uma pontuação de três estrelas de quatro ao filme, chamando de "um filme divertido", que "não vai fazer esquecer os fãs do original, mas não é tão fraco que ele desaparece na sombra do filme anterior".
Dando ao filme duas estrelas de cinco, Don R. Lewis do Film Threat disse que tem "algumas risadas", mas que "só em movimentos difíceis, atravessando os movimentos do original sem qualquer receio" e que "sofre a partir do insuportável peso de esmagamento do politicamente correto". Paula Nechak do Seattle Post-Intelligencer  chamou o filme de "simplesmente mais um na linha de remakes totalmente desnecessários que não têm nada de novo a ser dito, além de misturar embragagem na grosseria e mudez", enquanto Mick LaSalle do San Francisco Chronicle disse que, enquanto "o roteiro faz o enviesado humor de Thronton, não acontece nada aqui que distingue o filme a partir de outro filme de esportes".

## Missão
Em um caso de vida que imita a arte, em 2012, uma menor-liga de Los Angeles, em dificuldades financeiras, recebeu doações do proprietário de um clube de strip local, a fim de continuar operando. As comparações foram imediatamente para uma cena em Bad News Bears que a equipe recebeu uma doação do clube Boo-Pepps Gentlemen, e era necessário colocar o logotipo do clube de strip em seus uniformes. O clube da vida real não requer estipulações semelhantes, preferindo doar no anonimato. No entanto, líderes cívicos locais incentivaram o clube em questão de se tornar público, para que eles pudessem obter o devido reconhecimento que mereciam.